# Женьшеневый
Женьшеневый — река в России, протекает по Кавалеровскому району Приморского края. Длина реки — 11 км.
Начинается в горной местности, поросшей берёзой и елью. Далее течёт на юго-запад по долине с крутыми склонами. Основные лесные породы бассейна реки — ильм, ясень, дуб, кедр. Женьшеневый впадает в Дорожную справа в 26 км от её устья у подножия горы Дубовая Сопка на высоте 343,5 м над уровнем моря напротив устья реки Пчелиного.

## Данные водного реестра
По данным государственного водного реестра России относится к Амурскому бассейновому округу, водохозяйственный участок реки — Уссури от истока до впадения реки Большая Уссурка без реки Сунгача, речной подбассейн реки — Уссури (российская часть бассейна). Речной бассейн реки — Амур.
Код объекта в государственном водном реестре — 20030700212118100052810.